# Myrta Dubost
Myrta Margot Dubost Jiménez (Iquique, 26 de septiembre de 1940) es una técnica administrativa y política chilena, independiente pero cercana a la derecha. Se desempeñó como alcaldesa de la comuna de Iquique desde 1986 hasta 1992, y desde 2008 hasta 2012. En las elecciones municipales de 2012 fue apoyada por la UDI y por RN.

## Gestión
Asumió la alcaldía a fines de 2007 por acuerdo del concejo municipal (6 votos a favor y 1 voto en contra), luego de la destitución de Jorge Soria Quiroga. Se hizo cargo de un déficit presupuestario en la municipalidad de al menos $7.000.000.000 (U$D 15 millones).
Destaca el trabajo que realizó en el ordenamiento de las cuentas municipales, producto de ello en 2012 recibió un premio por la transparencia y eficiencia en la administración de recursos municipales que otorga el Ministerio de Hacienda de Chile.
Durante su gestión, la famosa escuela Domingo Santa María de Iquique, se transformó en el primer Liceo Bicentenario de la región, generando de esta forma una alternativa real de mejora en la educación pública para los niños iquiqueños.
Entre las obras realizadas en su gestión están: Parques Punta Gruesa y Costa Verde, la iluminación de las playas Cavancha y Brava, Casa de la Cultura de Iquique, Edificio Consistorial, gimnasios al aire libre y el Festival de Iquique desde 2008 hasta 2012.

## Historial electoral

### Elecciones municipales de 1992
- Elecciones municipales de 1992, Iquique[3]

| Candidato                   | Pacto                                      | Partido | Votos  | %     | Resultado |
| --------------------------- | ------------------------------------------ | ------- | ------ | ----- | --------- |
| Jorge Soria Quiroga         | Partido Comunista                          | PC      | 25 197 | 36,93 | Alcalde   |
| Myrta Dubost Jiménez        | Participación y Progreso                   | ILD     | 24 582 | 36,03 | Concejal  |
| Rosa Tassara                | Concertación de Partidos por la Democracia | PDC     | 3297   | 4,83  | Concejal  |
| Héctor Jofré Orrego         | Concertación de Partidos por la Democracia | PDC     | 2069   | 3,03  |           |
| Ramón Galleguillos Castillo | Participación y Progreso                   | ILD     | 2064   | 3,02  | Concejal  |
| Hugo Bolívar Salazar        | Partido Comunista                          | PC      | 1823   | 2,67  | Concejal  |
| Peter Muffeler Marques      | Concertación de Partidos por la Democracia | PDC     | 1572   | 2,30  |           |
| Luis Alberto Caucoto Ortega | Concertación de Partidos por la Democracia | PPD     | 1569   | 2,30  |           |
| Felipe Illanes Petersen     | Participación y Progreso                   | RN      | 980    | 1,44  | Concejal  |
| Iván Pérez Valencia         | Partido Comunista                          | PC      | 386    | 0,57  | Concejal  |
| Luis Rojas Pino             | Partido Comunista                          | PC      | 343    | 0,50  | Concejal  |

### Elecciones municipales de 1996
- Elecciones municipales de 1996, Iquique[4]

| Candidato                   | Pacto                                      | Partido | Votos  | %     | Resultado |
| --------------------------- | ------------------------------------------ | ------- | ------ | ----- | --------- |
| Jorge Soria Quiroga         | Concertación de Partidos por la Democracia | PPD     | 33 925 | 48,43 | Alcalde   |
| Myrta Dubost Jimenez        | Unión Por Chile                            | ILD     | 24 704 | 35,27 | Concejal  |
| Vladislav Kuzmicic Calderón | Concertación de Partidos por la Democracia | PS      | 2242   | 3,20  | Concejal  |
| Ramón Galleguillos Castillo | Unión Por Chile                            | ILD     | 1533   | 2,19  | Concejal  |
| Marco Antonio Castro Berna  | Concertación de Partidos por la Democracia | PDC     | 1437   | 2,05  | Concejal  |
| Rosa Angélica Pérez Herrera | Concertación de Partidos por la Democracia | PDC     | 1161   | 1,66  |           |
| Rosa Tassara                | Concertación de Partidos por la Democracia | PDC     | 923    | 1,32  |           |
| Hugo Bolívar Salazar        | La Izquierda                               | PC      | 739    | 1,06  |           |
| Juan Garces Perlick         | Concertación de Partidos por la Democracia | PPD     | 350    | 0,50  | Concejal  |
| Glen Lizardi Flores         | Concertación de Partidos por la Democracia | ILFPPD  | 143    | 0,20  | Concejal  |

### Elecciones municipales de 2004
- Elecciones municipales de 2004, Iquique[5]

| Candidato                         | Pacto                    | Partido | Votos  | %     | Resultado |
| --------------------------------- | ------------------------ | ------- | ------ | ----- | --------- |
| Jorge Soria Quiroga               | Nueva Fuerza Regional    | ILE     | 13 366 | 21,44 | Alcalde   |
| Flavio Rossi Rossi                | Concertación Democrática | PS      | 6865   | 11,01 | Concejal  |
| Fernando Manterola Salas          | Alianza                  | UDI     | 5998   | 9,62  | Concejal  |
| Myrta Dubost Jiménez              | Alianza                  | ILB     | 5510   | 8,84  | Concejal  |
| Vladislav Dusan Kuzmicic Calderón | Nueva Fuerza Regional    | ILE     | 3850   | 6,17  | Concejal  |
| Néstor Jofré Núñez                | Alianza                  | RN      | 3576   | 5,74  | Concejal  |
| Alfredo Montiglio Adami           | Alianza                  | RN      | 2705   | 4,34  |           |
| Francisco Prieto Henríquez        | Concertación Democrática | PPD     | 2527   | 4,05  | Concejal  |
| Santiago Vera Torrealba           | Concertación Democrática | PDC     | 2482   | 3,98  |           |
| Iván Pérez Valencia               | Alianza                  | RN      | 2066   | 3,31  |           |
| Sergio Asserella Alvarado         | Concertación Democrática | PRSD    | 1946   | 3,12  |           |
| Arsenio Nelson Lozano Vidal       | Nueva Fuerza Regional    | ILE     | 1929   | 3,09  | Concejal  |

### Elecciones municipales de 2008
- Elecciones municipales de 2008, Iquique[6]

| Candidato                        | Pacto                    | Partido | Votos  | %     | Resultado |
| -------------------------------- | ------------------------ | ------- | ------ | ----- | --------- |
| Myrta Dubost Jiménez             | Alianza                  | ILE     | 32 924 | 52,18 | Alcaldesa |
| Mauricio Soria Macchiavello      | La Fuerza del Norte      | ILB     | 23 153 | 36,70 |           |
| Patricia Pérez Zamorano          | Concertación Democrática | PS      | 3534   | 5,60  |           |
| Roxana Patricia Vigueras Cherres | Juntos Podemos Más       | ILD     | 3481   | 5,52  |           |

### Elecciones municipales de 2012
- Elecciones municipales de 2012, Iquique[7]

| Candidato            | Pacto                          | Partido | Votos  | %     | Resultado |
| -------------------- | ------------------------------ | ------- | ------ | ----- | --------- |
| Jorge Soria Quiroga  | Por el Desarrollo del Norte    | ILI     | 29 396 | 51,56 | Alcalde   |
| Myrta Dubost Jiménez | Coalición                      | ILH     | 22 564 | 39,61 |           |
| Francisco Prieto     | Por un Chile justo             | PPD     | 1906   | 3,34  |           |
| Cristián Jamett      | El Cambio por Ti               | PRO     | 1087   | 1,91  |           |
| Daniel Sola Alfaro   | Independiente (Fuera de pacto) | IND     | 1014   | 1,77  |           |
| Haroldo Quinteros    | Igualdad para Chile            | ILA     | 995    | 1,76  |           |